# Argentada de punts vermells
L'argentada de punts vermells (Argynnis adippe) és una espècie de lepidòpter papilionoïdeu de la família dels nimfàlids (Nymphalidae) present als Països Catalans.

## Distribució
Es troba al nord-oest d'Àfrica, Europa i l'Àsia temperada. A Europa es troba entre el nivell del mar i els 2100 msnm. Absent a les illes mediterrànies excepte a Sicília.
A la península Ibèrica es distribueix principalment al nord i al centre i sud habita en zones de muntanya.

## Descripció
Envergadura alar d'entre 50 i 60 mm. Els mascles es caracteritzen per dues marques androconials a les venes V2 i V3 de l'anvers de les ales anteriors. El nom comú prové de la sèrie de punts vermellosos que tenen a la zona postdiscal del revers de les ales posteriors, tret únic de l'espècie.
En general es tracta d'una espècie fenotípicament molt variable, amb nombroses subespècies d'aspecte diferent i fàcils de confondre amb altres espècies similars.

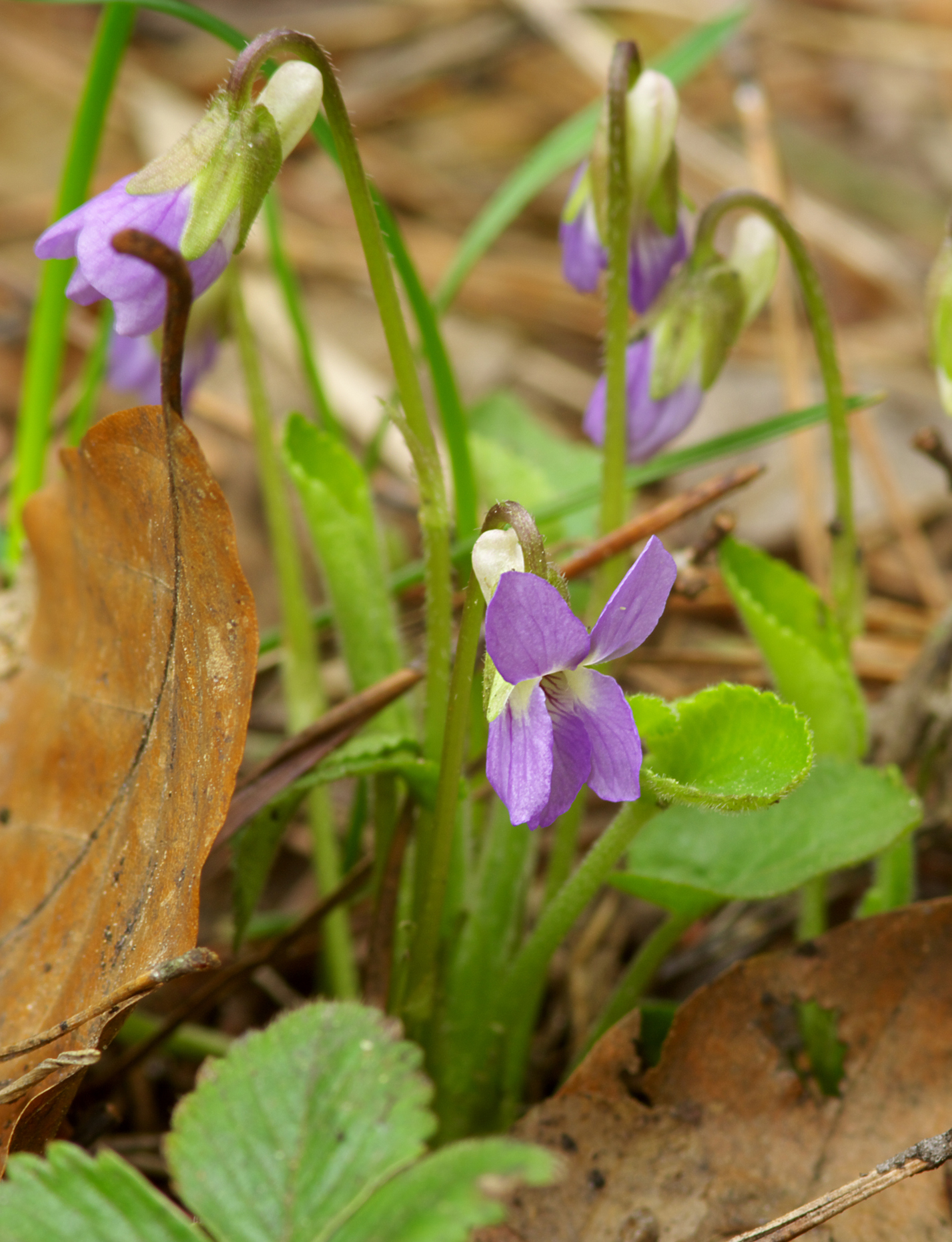
Viola hirta, una de les plantes nutrícies de l'eruga.

|  |

## Hàbitat
Prefereix zones arbustives seques i herboses, així com clars en boscos oberts. L'eruga s'alimenta de plantes del gènere Viola.

## Període de vol i hibernació
Una generació a l'any entre finals de maig i agost, segons la localitat i l'altitud. Hiberna en forma d'eruga ja formada dins de l'ou.

## Comportament
Els imagos solen visitar flors de cards i abeuradors. La posta es realitza a les tiges o fulles de la planta nutrícia o a pedres properes. L'eruga s'alimenta de nit.